# Степаненко Степанида Михайлівна
Степанида Михайлівна Степаненко (1912 — ?) — українська радянська діячка, новатор сільськогосподарського виробництва, ланкова радгоспу «Старобільський» Марківського району Ворошиловградської (Луганської) області. Депутат Верховної Ради УРСР 4-го скликання. Герой Соціалістичної Праці (13.03.1948).

## Біографія
У 1940—1960-ті роки — ланкова зернового радгоспу «Старобільський» Марківського району Ворошиловградської (Луганської) області. У 1947 році отримала урожай пшениці 33 центнера з гектара на площі 25 гектарів.
Потім — на пенсії у селі Крейдяне Марківського району Луганської області

## Нагороди
- Герой Соціалістичної Праці (13.03.1948)
- орден Леніна (13.03.1948)
- ордени
- медалі